# Sven-Åke Lundbäck
Sven-Åke Lundbäck (Kalix, 26 gennaio 1948) è un ex fondista svedese.
È marito di Lena Carlzon, a sua volta fondista di alto livello.

## Biografia
Nato a Töre di Kalix, agli XI Giochi olimpici invernali di Sapporo 1972 vinse l'oro nella 15 km; nella 30 km fu 13° e nella staffetta 4°. Ai successivi Mondiali di Falun del 1974 fu 4° nella 50 km. In seguito partecipo ai XII Giochi olimpici invernali di Innsbruck 1976 (30° nella 15 km, 35° nella 30 km, 16° nella 50 km, 4° nella staffetta).
Nel 1978, ai Mondiali di Lahti, vinse l'oro nella 50 km e nella staffetta con Christer Johansson, Tommy Limby e Thomas Magnusson, davanti a Finlandia e Norvegia; sia nella 15 km sia nella 30 km chiuse al sesto posto. Nello stesso anno si aggiudicò la "Coppa del Mondo" non ufficiale di sci di fondo.
Ai XIII Giochi olimpici invernali di Lake Placid 1980, sua ultima partecipazione olimpica, fu 17° nella 30 km, 8° nella 50 km e 5° nella staffetta. L'anno seguente vinse due classiche del granfondo, la Vasaloppet e la Marcialonga.

## Palmarès

### Olimpiadi
- 1 medaglia, valida anche ai fini iridati:
  - 1 oro (15 km a Sapporo 1972)

### Mondiali
- 2 medaglie, oltre a quella conquistata in sede olimpica e valida anche ai fini iridati:
  - 2 ori (50 km, staffetta a Lahti 1978)